# Quartetto sereno
Quartetto sereno is een compositie van Vagn Holmboe.
Het werk is tekenend voor het oeuvre van Holmboe. Hij schreef een reeks strijkkwartetten, al dan niet genummerd. Naast zijn twintig genummerde bestaan er (niet uitgegeven) ook ongenummerde strijkkwartetten. Holmboe was in 1996 begonnen aan wat wellicht zijn 21e strijkkwartet had moeten worden, maar kon het werk niet voltooien. Zijn leerling Per Nørgård maakte het geschikt voor uitvoering, waarbij hij meedeelde, dat hij de logische lijn van Holmboe volgde. Het werd mede daardoor het kortste strijkkwartet van Holmboe. Het bestaat uit twee delen. Deel 1 (Adagio) bestaat uit een lange muzikale boog met in het midden een hoogtepunt, het Con moto in 12/8. Deel 2 (Allegro kent in de kern eenzelfde opbouw met veel pizzicato. Ook dat mondt uit in een vurige middensectie (Con fuoco), die houdt echter plotseling op en keert terug naar een Adagio, dat uitsterft. Holmboe zou het aan zijn vrouw Meta Graf opdragen. Het is het werk met het hoogste opusnummer van de componist.
De eerste uitvoering werd op 22 maart 1997 verzorgd door het Kontra Kwartet in de Carl Nielsen Academie voor muziek in Odense. Twee jaar later nam genoemd kwartet het werk op. 
Strijkkwartet nr. 1 · Strijkkwartet nr. 2 · Strijkkwartet nr. 3 · Strijkkwartet nr. 4 · Strijkkwartet nr. 5 · Strijkkwartet nr. 6 · Strijkkwartet nr. 7 · Strijkkwartet nr. 8 · Strijkkwartet nr. 9 · Strijkkwartet nr. 10 · Strijkkwartet nr. 11 · Strijkkwartet nr. 12 · Strijkkwartet nr. 13 · Strijkkwartet nr. 14 · Strijkkwartet nr. 15 · Strijkkwartet nr. 16 · Strijkkwartet nr. 17 · Strijkkwartet nr. 18 · Strijkkwartet nr. 19 · Strijkkwartet nr. 20
Ongenummerd: Sværm · Quartetto sereno